# Óscar González
Óscar Javier González Marcos (Salamanca, 1982. november 12. –) korábbi spanyol futballista, támadó középpályás.

## Karrierje
Profi pályafutását a Real Valladolid csapatánál kezdte, ahol 2000. november 11-én debütált a spanyol élvonalban a Las Palmas ellen. A 2003/2004-es szezonban ő volt a csapat házi gólkirálya, de ettől függetlenül a kiscsapat nem tudta megőrizni elsőosztályú tagságát.
2004 nyarán 3 millió euróért a Real Zaragoza csapatához került, ahol az első szezonjában alapember lett.

### Olimbiakósz
2008 nyarán az Olimbiakósz került 2,5 millió euróért, 3 évre szóló szerződést írt alá a görög csapattal. Ebben az évben görög bajnok lett. 18 bajnoki és 5 kupamérkőzésen lépett pályára. Összesen 4 gólt szerzett.

### Ismét a Valladolidban
Szerződésének lejártakor, 2010-ben ingyen igazolt vissza a Valladolidhoz, ahol további hat évet töltött. 2016-ban visszavonult, mivel szerződését nem hosszabbították meg.

## Sikerei, díjai
- Spanyol labdarúgó-szuperkupa győztes (2005)
- görög bajnok: 2009
- Görög labdarúgókupa győztes (2009)

## Fordítás
- Ez a szócikk részben vagy egészben  az   Oscar González Marcos című angol Wikipédia-szócikk fordításán alapul.  Az eredeti cikk szerkesztőit annak laptörténete sorolja fel. Ez a jelzés csupán a megfogalmazás eredetét és a szerzői jogokat jelzi, nem szolgál a cikkben szereplő információk forrásmegjelöléseként.